# Баклан (бухта)

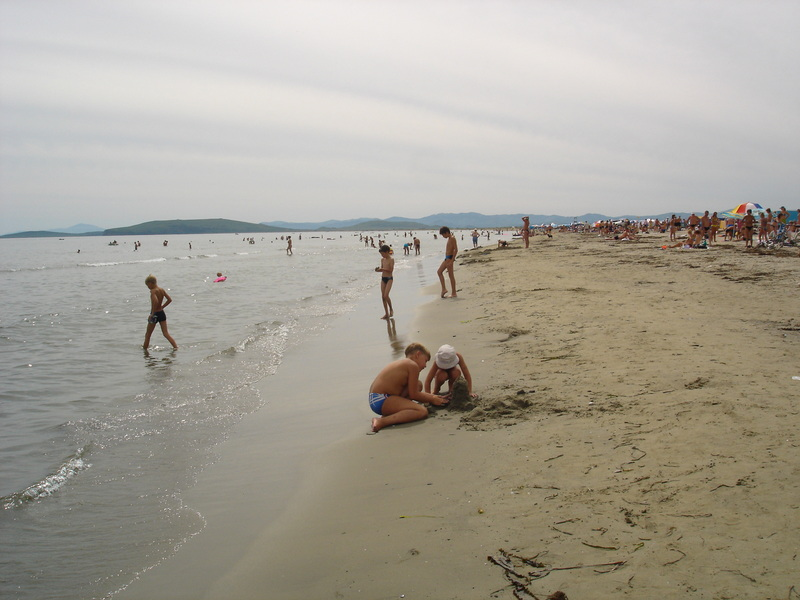
Бухта Баклан в августе возле посёлка Славянка

Бухта Баклан, также известная как Маньчжур — одна из многочисленных бухт залива Петра-Великого. Названа в конце 1880 — начале 1890-х годов в честь канонерской лодки «Манджур». Название изменено в 1972 году, в ходе ликвидации китайских названий. Площадь поверхности — 22,7 км².

## Гидрография

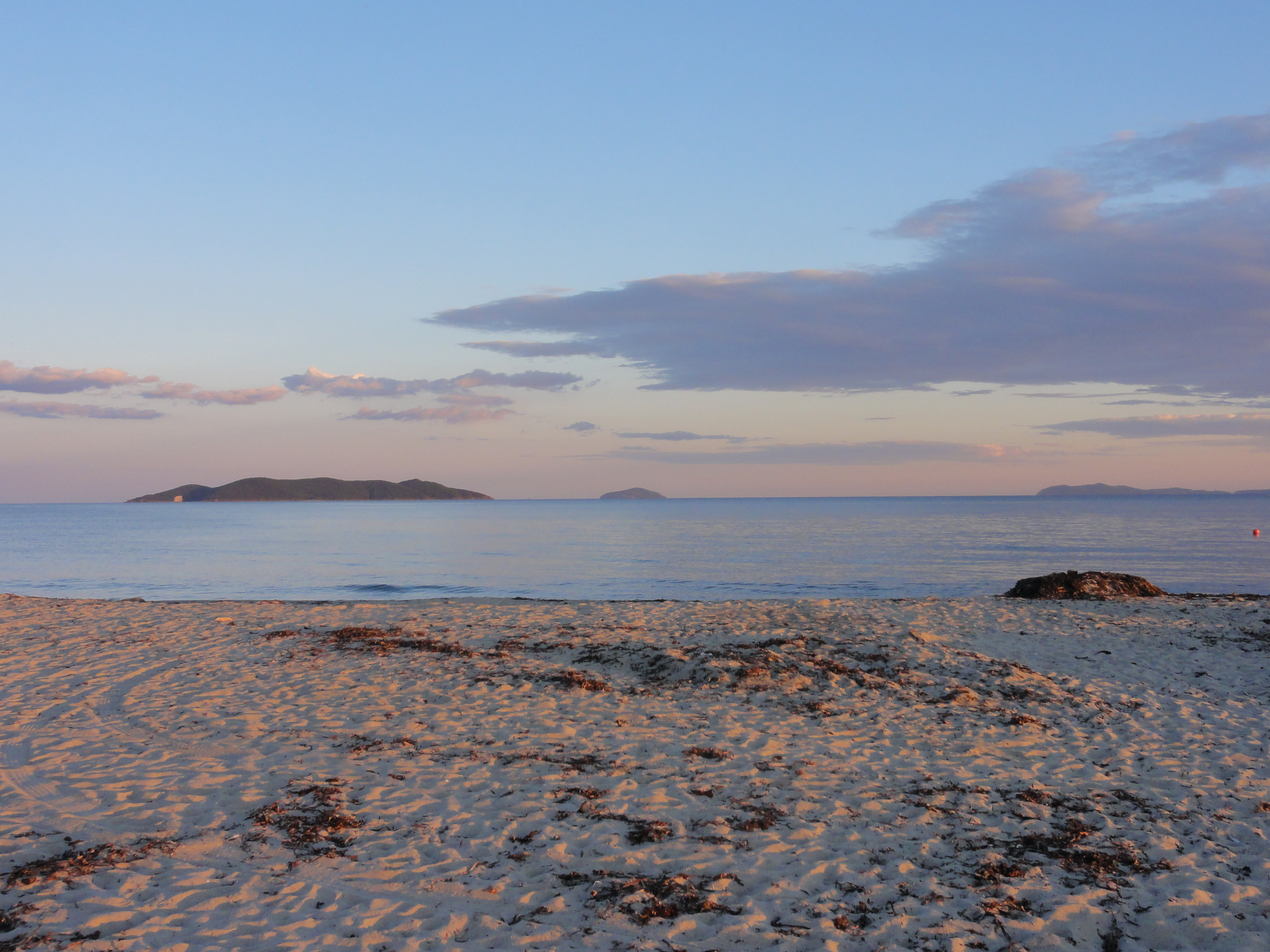
Пляж Манчжурка — песчаный пляж в бух. Баклан, вблизи п. Славянка

Бухта Баклан вдается в берег между полого спускающимся к воде мысом на оконечности полуострова Клерка и мысом Чирок, расположенным к северо-востоку от этой оконечности на полуострове Брюса. Перед входом в бухту лежат два острова Сибирякова и Антипенко. Юго-западный берег бухты образован северо-восточным берегом полуострова Клерка. Далее к северо-востоку простирается низкий песчаный берег вершины бухты, прорезанный устьем реки Пойма. Этот берег окаймлен песчаной отмелью с глубинами менее 5 м. Северный берег бухты возвышенный и скалистый. К северу от устья реки Пойма берега бухты поросли лесом и кустарником, к югу — травой и кустарником. Глубины в бухте Баклан по направлению к берегам постепенно уменьшаются. Грунт в бухте песчаный, изредка попадается камень. Камни Баклан, простираются к северо-востоку от южного входного мыса бухты Баклан. Они представляют собой подводный риф, посредине которого расположена группа скал высотой до 2,4 м. Глубина у северо-восточной кромки рифа 3,9 м мыс Нерпа находится к северо-западу от южного входного мыса бухты Баклан. Мыс Нерпа, поросший травой, скалистый, обрывистый и приглубый. Южные обрывы мыса серого цвета. К западу от мыса Нерпа берег пологий. Банка песчано-каменистая с глубиной 7 м лежит к юго-востоку от мыса Нерпа. Река Пойма впадает в бухту Баклан к северо-востоку от мыса Нерпа. Берега реки и местность в районе устья низкие, пологие, поросли травой и редким кустарником. Ширина устья реки около 75 м, глубины в устье 0,6—0,8 м, а далее от устья на протяжении 2 миль они колеблются от 2 до 2,5 м. Выше река становится мелководной. Вода в устье реки Пойма имеет солоноватый вкус. Банка песчано-каменистая с глубиной 4,5 м лежит к востоку от устья реки Пойма. Мыс Чирок, скалистый и возвышенный, является северным входным мысом бухты Баклан. С южной стороны мыс приглуб. К востоку от мыса Чирок простирается риф, на котором разбросаны надводные камни. Наименьшая глубина на мористой кромке рифа 0,8 м.

## Туризм
Береговая линия, изгибаясь, образует множество средних и мелких бухт, где любят отдыхать местные жители и приезжие. Излучина бухты — это один непрерывный четырёхкилометровый пляж с многочисленными лагунами, косами, протоками и озёрами. Почти на всем протяжении бухты Баклан вплотную к берегу подходят старицы с пресной водой и тянутся вдоль него так, что образуется уникальный песчаный пляж шириной от 30 до 100 м, с одной стороны которого — морская вода, с другой — пресная речная. Здесь же на старицах — гнездовья уток и цапель.
Приливы незначительны, в среднем 16-17 см, максимум — 50 см.
Летом вода у побережья и на отмелях может прогреваться до 26 °C и выше, среднее значение температуры в августе 21-22 °C.
Зимой акватория бухты с января по середину марта покрыта льдом.